# Приключения Травки (фильм)
«Приключения Травки» — детский фильм режиссёра Аркадия Кордона, снятый на киностудии «Мосфильм» по мотивам одноимённой повести Сергея Розанова в 1976 году.

## Сюжет
О долгой дороге домой потерявшегося пятилетнего Трофима Травкина по прозвищу Травка. О друзьях, помогающих ему преодолеть трудности пути. Водители-дальнобойщики, бывалый матрос, чудаковатый звездочёт и исправившийся хулиган приняли участие в судьбе доброго мальчика, после целого дня дорожных приключений оказавшегося в объятиях своих родных.
В начале фильма Травка спит, но потом просыпается, услышав голос Чичимори. После диалога показываются титры с указанием актёров и ролей, затем показывается, как Травка пришёл с родителями в лес собирать грибы.

### Что случилось в лесу
В лесу Травка находит девочку по имени Солнечка и знакомится с ней. Солнечка научила Травку правильно собирать грибы. Под конец Солнечка дарит перочинный нож, который ей сделал дедушка, даёт мальчику разрешение приходить в гости в любое время и прощается.

### Ножичек, ножичек
С перочинным ножом Солнечки Травка приходит к точильщику, который пел басом и точил нож. Травке точильщик говорит, что он обожает точить ножи. Наточив нож, точильщик отдаёт его Травке.
На своём пути Травка встречает ещё одного певуна, теперь уже на балконе одного из домов. Травка говорит певуну, чтобы он пел как дядя Коля, точильщик.
Далее показывается дядя Витя, который работал на автовышке. Взяв Травку к себе в люльку, дядя Витя показывает ему, как он чинит уличный фонарь.
А затем с помощью ножа Травка оживляет одного мальчика.

### Говорящая кошка
Пионер-хулиган Макаров с мешком подзывает к себе Травку и ведёт его к утилизированному автомобилю Москвич-400. В машине Травка с пионервожатым обсуждали содержимое мешка — кошку. Когда пионервожатый решил сбросить кошку с моста, Травка с помощью детей окружает хулигана и спасает кошку. После Травка возвращается домой. Маме кажется, что Травка дрался, а папа просит сына показать ему награды. Травка решает поехать к Солнечке, и папа нехотя согласился при условии, если битва была справедливой.
Дядя Витя поднимается на вышке к спасённой говорящей кошке и спрашивает, знает ли она «говорящего кота». Получив якобы положительный ответ, дядя Витя спускается.

### Разлучный день
Папа с Травкой плывут на корабле к Солнечке. Однако, когда они подошли к её дому, на двери была надпись, адресованная Травке:

Травка, я уехала на юг.
Тогда папа с сыном отправляются на юг к звездочёту Васильеву.

### Удивительный телескоп
На юге Травка знакомится со звездочётом Васильевым, который рассказывает ему о научных исследованиях и показывает, как он наблюдает за звёздами. Травка изъявляет желание увидеть в телескопе Кремлёвскую звезду, поскольку соскучился по маме. Переночевав у Васильева, Травка с папой утром снова отправляются в путь, но разминаются, когда папа посадил сына в лодку.

### Как Травка потерялся
Травка, увидев кораблик из курительной трубки, бежит на корабль. Папа, не увидев сына в лодке, тоже бежит на корабль, но выясняется, что отец с сыном оказались в двух разных кораблях. Травку высаживают из корабля и вывозят на лодке на сушу. На коне бывалый матрос везёт Травку к себе. Погостив у матроса, Травка едет обратно в Москву на автопоезде Volvo F89 с водителями-дальнобойщиками Серёжей и Петей Орловым, работающими в Совтрансавто.
По пути у грузовика спустилось колесо, и дальнобойщики съехали на поле возле озера починить транспортное средство. Починив колесо, Травка и Серёжа идут купаться в озере, после чего устраивают пикник с музыкой.

### Большой город Москва
Возле Москвы дальнобойщики высаживают Травку, поскольку на тяжёлом грузовике в дневное время по Москве можно двигаться только при наличии пропуска. Распрощавшись с Петей и Серёжей, Травка садится на автобус ЛАЗ-695.
В Москве Травка встречает пионерский лагерь. Макаров ведёт Травку домой, но последний убегает, и первый бросается в погоню. Травка, чтобы отделаться, отдаёт Макарову свои туфли и убегает босиком.
К вечеру Травка оказывается в цирке, где засыпает возле белой лошади.

### Причём здесь дядя Лёня
В цирке Травке снится, как он вновь встретился с Солнечкой. Во время беседы он просыпается. В это время родители узнали, где находится Травка, и бросились за ним.

### Как Травка нашёлся
В финальной сцене Травке снится, где они с Солнечкой заказали по мороженому. Однако помешал Макаров, но Травка, Солнечка и нарисованные звери побеждают хулигана.
Наяву найденный Травка возвращается домой на руках отца в сонном состоянии.

## В ролях
- Петя Дегтярёв — Травка
- Марина Вощинина — Солнечка
- Светлана Суховей — мама Травки
- Виктор Пиунов — папа Травки
- Олег Жаков — звездочёт Васильев
- Анатолий Соловьёв — бывалый матрос
- Василий Корзун — Серёжа, водитель-дальнобойщик
- Юрий Чернов — Петя Орлов, водитель-дальнобойщик
- Анатолий Обухов — певец-бас
- Виктор Перевалов — монтёр уличных фонарей
- Георгиос Совчис — точильщик
- Леонид Куравлёв — дядя Лёня
- Юра Ковалёв — сын дяди Лёни
- Юрий Никулин — клоун Чичимори
- Андрюша Соколов — пионер-хулиган Макаров
- Виктор Шульгин — капитан речной «Ракеты»
- Юрий Астафьев — старший пионервожатый

## Съёмочная группа
- Автор сценария: Владимир Голованов
- Режиссёр-постановщик: Аркадий Кордон
- Оператор-постановщик: Александр Дубинский
- Композитор: Альфред Шнитке
- Художники-постановщики: Нина Виноградова, Александр Толкачёв
- Режиссёр: В. Тиунова
- Оператор: В. Чибриков
- Звукооператор: Борис Венгеровский
- Мультипликация:
  - Режиссёр: Ида Гаранина
  - Художник: Нина Виноградова
- Художники-мультипликаторы: Ю. Батанин, Александр Горленко, Л. Рябинин
- Дирижёр: Юрий Николаевский (в титрах — О. Николаевский)
- Художник-декоратор:
- Художник по костюмам: Н. Гарбузова
- Художник-гримёр: З. Егорова
- Монтаж: Л. Фейгиновой
- Редактор: Л. Рогальская
- Музыкальный редактор: А. Лаписов
- Комбинированные съёмки: У. Бергстрём
- Мастер по свету: А. Алонцев
- Ассистенты режиссёра: Н. Соловьёв, Р. Нагорная
- Ассистенты оператора: В. Трепыхалин, Н. Герасимов
- Директор: Лазарь Милькис